# Classe Combattante III
La classe di motocannoniere missilistiche Combattante III sono un'evoluzione del progetto delle Combattante II sviluppato dai cantieri francesi CMN di Cherbourg e dai cantieri tedeschi Lürssen Werft di Brema-Vegesack.
Le unità hanno avuto un deciso incremento di dislocamento, che ha comportato l'introduzione di alcune migliorie notevoli, come una maggiore autonomia, maggiore tenuta al mare, migliori apparati elettronici, inclusi quelli di comando e controllo per una piccola flottiglia di navi similari.
L'armamento rispetto alle Combattante II è praticamente raddoppiato, con due cannoni da 76mm Compatto, uno a prua e uno a poppa, quattro cannoni da 30mm in due impianti binati a centro nave per la difesa antiaerea ravvicinata e due tubi lanciasiluri da 533mm a poppa. L'armamento missilistico variava a seconda del committente.
Il peso complessivo dell'armamento installato sulle unità di questa classe è comparabile a quello delle corvette delle classi prodotte dalla Fincantieri, che sono già pesantemente armate, ma con le Combattante III che pesano giusto i 2/3 delle corvette della Fincantieri, anche se le Combattante III non hanno la stessa dotazione elettronica e di carburante cosa che ne riduce l'autonomia. La differenza del dislocamento è data proprio dallo spazio per apparecchiature elettroniche e carburante aggiuntivo, che conferiscono alle corvette di produzione italiana oltre ad una superiore capacità operativa, una più confortevole sistemazione per gli equipaggi e una miglior tenuta del mare.

## Grecia
La Grecia è stato il principale committente di queste unità, avendo ordinato dieci di queste motocannoniere, costruite in due serie. Le unità greche sono state tutte riammodernate nel 2006.
La Grecia ha poi acquistato sei delle unità della Classe Tiger dismesse dalla Deutsche Marine, che sono state immesse in servizio tra il 1994 e il 2000. Le sei unità nella Marina greca costituiscono la Classe La Combattante IIa, con due di queste motocannoniere che sono state riammodernate sostituendo gli Exocet con gli Harpoon.

### Classe La Combattante III
Il primo ordine per le Combattante III, venne fatto dai greci ai cantieri francesi nel settembre 1974 per quattro unità, costruite in Francia ed entrate in servizio tra il 1977 e il 1978.
Unità Classe La Combatante III
| sigla | Nome                  | Cantiere        | Entrata in servizio |
| ----- | --------------------- | --------------- | ------------------- |
| P 20  | Laskos (Λάσκος)       | CMN - Cherbourg | 20 aprile 1977      |
| P 21  | Blessas (Μπλέσσας)    | CMN - Cherbourg | 7 luglio 1977       |
| P 22  | Mikonios (Μυκόνιος)   | CMN - Cherbourg | 10 febbraio 1978    |
| P 23  | Troupakis (Τρουπάκης) | CMN - Cherbourg | 8 novembre 1977     |

### Classe La Combattante IIIb
Il secondo ordine venne fatto dai greci nel 1978. La seconda serie, denominata Classe La Combattante IIIb, era costituita da sei unità, costruite su licenza nei cantieri greci di Skaramanga ed immesse in servizio tra il 1980 e il 1981.
Le Combattante IIIb sono equipaggiate con i più leggeri ed economici missili Penguin al posto degli Exocet.
Unità Classe La Combatante IIIb
| sigla | Nome                          | Cantiere   | Entrata in servizio |
| ----- | ----------------------------- | ---------- | ------------------- |
| P 24  | Kavaloudis (Καβαλούδης)       | Skaramanga | 14 luglio 1980      |
| P 25  | Kostakos (Κωστάκος)           | Skaramanga | 24 giugno 1980      |
| P 26  | Degiannis (Ντεγιάννης)        | Skaramanga | dicembre 1980       |
| P 27  | Xenos (Ξένος)                 | Skaramanga | 31 marzo 1981       |
| P 28  | Simitzopoulos (Σιμιτζόπουλος) | Skaramanga | giugno 1981         |
| P 29  | Starakis (Σταράκης)           | Skaramanga | 12 ottobre 1981     |

Tra le unità della classe, la motocannoniera Kostakos è andata perduta, affondando al largo dell'isola di Samo in seguito ad una collisione con la motonave passeggeri Samaina: nell'incidente persero la vita quattro componenti dell'equipaggio della motocannoniera, il cui scafo venne recuperato il 15 marzo 1997, ma i costi di riparazione vennero ritenuti eccessivi, per cui la nave venne radiata.

## Nigeria
La Nigeria ha acquisito tre di queste unità, entrate in servizio nel 1982. Le Combattante III denominate Ayam, Ekun e Siri costituiscono la Classe Ayam. Le unità nigeriane sono prive di missili ed armate di un cannone da 76mm, una torretta binata da 40/70mm e quattro cannoni da 30/75mm in due torrette binate.
Unità Classe Ayam
| sigla | Nome | Cantiere        | Varo             | Entrata in servizio |
| ----- | ---- | --------------- | ---------------- | ------------------- |
| 182   | Ayam | CMN - Cherbourg | 19 novembre 1980 | 6 febbraio 1982     |
| 183   | Ekun | CMN - Cherbourg | 11 febbraio 1981 | 6 febbraio 1982     |
| 184   | Siri | CMN - Cherbourg | 1981             | 1982                |

## Qatar
Il Qatar ha acquistato dai cantieri francesi tre di queste motocannoniere entrate in servizio nel biennio 1982-83 e riammodernate tra il 1996 e il 1998; le tre unità costituiscono la Classe Damsah. Le unità in servizio nell'emirato sono armate di un cannone da 76mm, una torretta binata da 40/70mm e quattro cannoni da 30/75mm in due torrette binate e otto missili MM40 Exocet.
Unità Classe Damsah
| sigla | Nome        | Cantiere        | Varo              | Entrata in servizio |
| ----- | ----------- | --------------- | ----------------- | ------------------- |
| Q-01  | Damsah      | CMN - Cherbourg | 17 giugno 1982    | 10 novembre 1982    |
| Q-02  | Al Ghariyah | CMN - Cherbourg | 23 settembre 1982 | 10 febbraio 1983    |
| Q-03  | Rbigah      | CMN - Cherbourg | 22 dicembre 1982  | 11 maggio 1983      |

## Tunisia
La Tunisia ha ordinato tre di queste navi, costruite in Francia ed entrate tutte in servizio nel 1985. Le tre Combattante III tunisine della Classe La Galite, hanno un armamento differentemente strutturato, armate con otto missili antinave MM 40Exocet e due torrette binate da 30/75mm a centronave, un cannone OTO da 76mm a prua e una torre binata da 40/70mm a poppa.
Unità Classe La Galite
| sigla | Nome      | Cantiere        | Varo            | Entrata in servizio |
| ----- | --------- | --------------- | --------------- | ------------------- |
| 501   | La Galite | CMN - Cherbourg | 16 giugno 1983  | 27 febbraio 1985    |
| 502   | Tunis     | CMN - Cherbourg | 27 ottobre 1983 | 28 marzo 1985       |
| 503   | Carthage  | CMN - Cherbourg | 24 gennaio 1984 | 29 aprile 1985      |